# Malejeuka
Malejeuka (biał. Малееўка; ros. Малеевка) – wieś na Białorusi, w obwodzie mohylewskim, w rejonie mohylewskim, w sielsowiecie Kadzina.